# Surendranath Dasgupta
Surendranath Dasgupta (সুরেন্দ্রনাথ দাসগুপ্ত em sânscrito)(1887–1952) foi um escolasta de Sânscrito e de filosofia. Ele foi o professor do Colégio de Sanscrito e mais antigo professor da Universidade de Calcutta.
Dasgupta nasceu em Kushtia, Bengali (agora Bangladesh). Seu lar ancestral ficava no vilarejo de Goila no Distrito de Barisal. Ele estudou no Colégio Ripon em kolkata, e se graduou com honra em Sanscrito. Mais tarde, ele recebeu seu grau de mestre no colégio de Sanscrito em 1908. Ele conseguiu seu segundo mestrado em filosofia ocidental em 1910. 
Sua carreira de professor começou com um curto estagio como auxiliar no Colégio de Rajshahi. Mais tarde, ele se tornou um professor de Sanscrito e de Bengali no Colégio de Chittagong. Após algum tempo, ele voltou a estudar recebendo seu título de doutoramento (PhD) na universidade de Calcuta, e mais tarde viajou para Inglaterra para trabalhar no seu doutoramento na Universidade de Cambridge.
Após a sua volta em 1924, Dasgupta se uniu ao Colegio Presidency como professor de filosofia. Mais tarde, ele se tornou o diretor do colégio de Sânscrito, e mais tarde mudou-se para a universidade de Calcuta como professor.
Em 1932, ele serviu como presidente do Congresso filosofico Indiano.  Sua filosofia propria conhecidade como Teoria da Dependencia Emergente.
Suas duas filhas Maitreyi Devi(Sen) e Chitrita Devi(Gupta) foram também famosa escritoras. Ele ensinou Mircea Eliade.

## Referência
- Biography, da Banglapedia

## ligações externas
- Obras de Surendranath Dasgupta (em inglês) no Projeto Gutenberg